# Neo-Soul
Neo-Soul ist ein Subgenre der Soulmusik, das Mitte der 1990er entwickelt wurde und seine größte Popularität Anfang der 2000er erreichte. Die Künstler des Genres grenzen sich vom modernen R&B (etwa Hip-Hop-Soul) ab und konnten daher nur selten kommerzielle Erfolge feiern. Sie berufen sich auf die ursprüngliche Soulmusik der 1970er, etwa von Stevie Wonder, Marvin Gaye oder Donny Hathaway, indem sie zumeist ihre Texte und oft auch die Musik selbst schreiben und mit hauptsächlich live eingespielten Instrumenten vertonen. Zumeist werden aber auch subtil Elemente des Hip-Hop eingesetzt.
Als eines der ersten Neo-Soul-Alben wird oftmals Brown Sugar (1995) von D’Angelo bezeichnet, das allerdings noch vom Hip-Hop-Soul beeinflusst war. Als einer der Höhepunkte des Genres gilt das Album Baduizm (1997) von Erykah Badu. D’Angelo und Badu waren beide bei dem Plattenlabel des ehemaligen Präsidenten von Motown Kedar Massenburg unter Vertrag. Auf ihn geht der Begriff „Neo Soul“ zurück. Das Musikerkollektiv Soulquarians, gegründet von Questlove, D’Angelo, J Dilla und James Poyser, trug maßgeblich dazu bei, die Bekanntheit des Neo Soul zu steigern. Besonders J Dillas Einfluss auf das Genre seit seiner Mitarbeit an Beats, Rhymes and Life (1996) von A Tribe Called Quest war prägend, gelegentlich wird er sogar als Begründer des Neo-Soul genannt. Ebenso spielte DJ Jazzy Jeff mit seiner Produktionskompanie A Touch of Jazz eine bedeutende Rolle in der Entwicklung des Genres.
Weitere bedeutende Vertreter des Neo-Soul sind etwa The Roots, Maxwell, Eric Benét, Raphael Saadiq, Lauryn Hill, Musiq, Bilal, Angie Stone, Jill Scott, Alicia Keys, India.Arie, Dwele, John Legend, Raheem DeVaughn und Lynden David Hall.